# DnB NORD
DnB NORD es un grupo bancario europeo con presencia en Dinamarca, Estonia, Letonia, Lituania y Polonia. El banco es propiedad del banco noruego DnB NOR. DnB NORD tiene más de 3.000 empleados, 160 sucursales, y más de 675.000 clientes y sus activos totales alcanzaron los €5.100 millones. Centra su actividad a Europa del Norte y Central.
El banco DnB NORD ofrece una amplia variedad de productos financieros y da servicio a clientes particulares (hogares) y corporativos. La sede central de DnB NORD se sitúa en Copenhague.